# El primo Pons
El primo Pons (título original: Le Cousin Pons) es una novela de Honoré de Balzac publicada en 1847. Integra, junto a La prima Bette (Le Cousine Bette), la parte Los parientes pobres (Les Parents pauvres) de las escenas de la vida parisina, de La comedia humana.
La novela apareció en serie en el diario Le Constitutionnel, en el mismo año en que fue editada en libro.

## Argumento
Sylvain Pons es un viejo y pobre músico que vive en casa de Madame Cibot con su mejor amigo, el pianista alemán Wilhelm Schmucke, que es tan pobre como él.
Pons tiene dos debilidades: los objetos de arte y la buena comida. Para poder comer bien visita muy seguido a sus parientes ricos, el juez, Monsieur y Madame de Camusote de Marville, una gente bien vestida, pero ordinaria y de dudosa reputación. Para congraciarse con ellos y poder seguir comiendo en su casa, se compromete a conseguir un novio para su hija  Cécile, que es muy poco atractiva. Pero Madame de Camusot se entera de que la colección de arte de Pons es muy valiosa y quiere adueñarse de las piezas para convertirla en dote de su hija.
La codicia y la maldad de muchos aparecen impulsadas por el deseo de apoderarse de la colección de Pons. Como buitres se lanzan sobre las obras Madame Cibot, Madame Camusote, el comerciante Remonencq, el coleccionista de arte Élie Magus, el abogado Fraisier. Falsificando papeles, roban varias pinturas de la colección. 
Al enterarse, Pons se enferma de gravedad y muere. Lega lo que queda de su colección a Schmucke, la única persona honesta entre todos.

## Análisis
La novela puede interpretarse como una crítica directa a la burguesía enriquecida y en el poder luego de la Revolución de 1830, su avidez por los bienes materiales, su incultura, la rudeza de sus sentimientos y la torpeza de sus conductas.
La amplia colección de arte reunida por Pons durante su estancia en Italia, —pinturas, estatuillas, cuadros, esculturas en marfil, madera, esmalte, porcelana—, es según el narrador "la heroína de esta historia". Constituye el eje de la trama y es, con excepción de Schmucke y por diferentes motivos, el objeto de deseo de todos los personajes.
Sylvain Pons y Bette Fischer, los personajes centrales de las dos novelas del grupo Los parientes pobres (Les Parents pauvres), constituyen un par de opuestos complementarios.  La prima Bette encarna la violencia y la malignidad y el primo Pons es la víctima.